# Аксу (золота копальня)
Аксу (золота копальня) – сукупність виробничих майданчиків в Акмолинській області Казахстану, які здійснюють розробку Аксуського золоторудного поля.
Видобуток золота з приповерхневих пластів вели на Аксу ще в стародавні часи, а у 1929-му дослідження цих виробіток призвело до повторного відкриття родовища. Для розробки останнього в 1930-му створили рудник імені Сталіна, що у 1961-му був перейменований на рудник Аксу тресту «Каззолото». В 1931-му тут видобули 147 кг золота, в 1935-му – вже 560 кг. Є відомості, що всього до 1997-го з Аксу вилучили 25 тон золота.
Розробка велась відкритим способом до глибини у 30 метрів та підземним до глибини у 480 метрів (останній показник досягнули на родовищі Кварцитові горки, що займає південне завершення  Аксуського золоторудного поля). Рудник охоплював три дещо відокремлені площі:
- Октябрьську з шахтами №38, №38біс, №40;
- Будьонновську з шахтами №39 та №41;
- Кварцитові горки з шахтами «Капітальна», «Флангова» та «Нова».
Крім того, існував кар’єр ділянки «Кар’єрна» та шахта «Котенко» на площі ІІ Октябрьська.
У 1990-ті роки права на розробку Аксуського рудного поля отримала компанія «Казахалтин», яку в 2018-му придбала компанія «Алтиналмас», що володіє золоторудними копальнями у ряді регіонів Казахстану (рудники Жолимбет, Бестобе, Акбакай, Пустельний, Долинний, Секісовсіький).
В 2005-му на Аксу ввели в дію фабрику вилучення золота, що могла виробляти до 1,5 тон сплаву Доре на рік (до того на родовищі випускали лише флотоконцентрат із вмістом золота від 30 до 90 грам на тону). Фабрика використовувала технологію сорбційного цианування для переробки 1 млн тон руди на рік, крім того, запустили ділянку кучкового вилуговування продуктивністю 0,5 млн тон на рік.
В 2013-му почали взаємодію зі Степногорською збагачувальною фабрикою, яка провела модернізацію з метою роботи із золотовмісними продуктами.
В 2017-му на Аксу запустили нову збагачувальну фабрику для переробки техногенних відвалів потужністю 2,2 млн тон на рік. Проект був розрахований на кілька років, за які мали вилучити 3,5 тони золота.
В 2021-му на основі фабрики для переробки відвалів розгорнули другу фабрику з вилучення золота, розраховану на переробку 5 млн тон руди з отриманням до 5,5 тон золота на рік. Її постачання на першому етапі забезпечує запущений у 2020 році кар’єр «Котенко», який розташований на місці однойменної шахти та розробляє ділянку «Котенко» площі ІІ Октябрьська. В подальшому планується спорудити кар’єр для розробки ділянок «Кар’єрна» та «Крута» тієї ж площі).
Що стосується підземного видобутку, то станом на 2019 рік був підготовлений проект видачі з горизонту 255 метрів шахт №38-40. Для відпрацювання запасів нижче горизонту 255 метрів планувалось осушення виробіток площі Октябрьська та пов’язаного з ними уранового кар’єру «Манибай». Також велись роботи зі спорудження транспортного ухилу до горизонту 305 метрів на Будьоннівській площі в межах поглиблення шахти №41. Крім того, провадили ремонтно-відновлювальні роботи у стовбурі шахти «Флангова».
Можливо також відзначити, що є план використання отриманої при розробці Аксу пустої породи для засипки уранового кар’єру «Манибай», який є джерелом радіоактивного забруднення місцевості.